# Crassula pruinosa
Crassula pruinosa là một loài thực vật có hoa trong họ Crassulaceae. Loài này được L. miêu tả khoa học đầu tiên năm 1767.